# Skuhrov (district de Beroun)
Pour les articles homonymes, voir Skuhrov.
Skuhrov (en allemand : Skuchrow) est une commune du district de Beroun, dans la région de Bohême-Centrale, en République tchèque. Sa population s'élevait à 540 habitants en 2020.

## Géographie
Skuhrov se trouve à 10 km au nord-est de Hostomice, à 12 km à l'est-sud-est de Beroun et à 31 km au sud-ouest de Prague.
La commune est limitée par Liteň au nord, par Svinaře à l'est, par Dobříš au sud, et par Podbrdy et Nesvačily à l'ouest.

## Histoire
La première mention écrite de la localité date de 1316.